# 1987年世界大賽
1987年世界大賽是由代表美聯的明尼蘇達雙城與代表國聯的聖路易紅雀在世界大賽中對決。最後由雙城4勝3敗打敗紅雀，拿下隊史暌違63年的世界大賽冠軍。
這是大聯盟第一次出現全由主場球隊獲勝的世界大賽，1991年和2001年的世界大賽也是如此。同時也是第一次在人工草皮上進行的世界大賽。
紅雀隊成為第一支在比賽中將世界大賽logo繡在球衣上的球隊，這項傳統也一直延續至今。

## 總結
美聯 明尼蘇達雙城（4）- 國聯 聖路易紅雀（3）
| 場次 | 比數            | 日期     | 地點                      | 觀眾  |
| ---- | --------------- | -------- | ------------------------- | ----- |
| 1    | 紅雀 1，雙城 10 | 10月17日 | 胡伯特·哈姆佛里圓頂體育場 | 55171 |
| 2    | 紅雀 4，雙城 8  | 10月18日 | 胡伯特·哈姆佛里圓頂體育場 | 55257 |
| 3    | 雙城 1，紅雀 3  | 10月20日 | 布希紀念體育場            | 55347 |
| 4    | 雙城 2，紅雀 7  | 10月21日 | 布希紀念體育場            | 55347 |
| 5    | 雙城 2，紅雀 4  | 10月22日 | 布希紀念體育場            | 55347 |
| 6    | 紅雀 5，雙城 11 | 10月24日 | 胡伯特·哈姆佛里圓頂體育場 | 55293 |
| 7    | 紅雀 2，雙城 4  | 10月25日 | 胡伯特·哈姆佛里圓頂體育場 | 55376 |

## 逐場結果

### 第一戰：10月17日
明尼蘇達州，明尼亞波利斯，胡伯特·哈姆佛里圓頂體育場
| 聖路易紅雀 | 0 | 1 | 0 | 0 | 0 | 0 | 0 | 0 | 0 | 1  | 5  | 1 |
| 明尼蘇達雙城 | 0 | 0 | 0 | 7 | 2 | 0 | 1 | 0 | X | 10 | 11 | 0 |
| 勝投： Frank Viola（1–0） 敗投： Joe Magrane（0–1） 全壘打： 紅雀：無 雙城：Dan Gladden（4下,4分）、Steve Lombardozzi（5下,2分） |   |   |   |   |   |   |   |   |   |    |    |   |

第一戰，雙方分別派出Frank Viola和Joe Magrane先發對決。紅雀隊在2局上先馳得點，而Magrane前三局都有效壓制雙城打線。
4局下，Magrane出現亂流。開局便被敲出4支安打失分，滿壘又投出保送後退場。隨後紅雀派出Bob Forsch中繼，不過他馬上被Tim Laudner敲安失分，下一棒的Dan Gladden更是敲出滿貫砲，讓球隊單局進帳7分。
5局下，Steve Lombardozzi錦上添花敲出2分砲，持續擴大領先。
最後雙城靠著打線大爆發，加上Frank Viola8局失1分的好表現，在主場拿下第一勝。

### 第二戰：10月18日
明尼蘇達州，明尼亞波利斯，胡伯特·哈姆佛里圓頂體育場
| 聖路易紅雀 | 0 | 0 | 0 | 0 | 1 | 0 | 1 | 2 | 0 | 4 | 9  | 0 |
| 明尼蘇達雙城 | 0 | 1 | 0 | 6 | 0 | 1 | 0 | 0 | X | 8 | 10 | 0 |
| 勝投： 伯特·布萊勒文（1–0） 敗投： Danny Cox（0–1） 全壘打： 紅雀：無 雙城：蓋瑞·蓋耶提（2下,1分）、Tim Laudner（6下,1分） |   |   |   |   |   |   |   |   |   |   |    |   |

在主場的第二戰，蓋瑞·蓋耶提以全壘打為球隊首開得分。
4局下，紅雀投手群再出狀況，單局被敲出6支安打、2次保送，雙城隊又攻下一個6分大局。
雖然紅雀隊在7、8兩局追回3分，不過比分差距過大，最終以4比8吞下二連敗。雙城隊喜迎二連勝。

### 第三戰：10月20日
密蘇里州，聖路易，布希紀念體育場
| 明尼蘇達雙城                                                                       | 0 | 0 | 0 | 0 | 0 | 1 | 0 | 0 | 0 | 1 | 5 | 1 |
| 聖路易紅雀                                                                         | 0 | 0 | 0 | 0 | 0 | 0 | 3 | 0 | X | 3 | 9 | 1 |
| 勝投： John Tudor（1–0） 敗投： Juan Berenguer（0–1） 救援成功： Todd Worrell（1） |   |   |   |   |   |   |   |   |   |   |   |   |

吞下二連敗的紅雀隊回到自家主場，而先發投手John Tudor也以7局7次三振失1分的好表現為球隊注入強心針。
不過紅雀隊也受制於雙城先發Les Straker的投球，前6局都沒能得分。7局下，紅雀隊趁著第二任投手Juan Berenguer狀況不穩，單局敲出四支安打攻下3分逆轉，最後紅雀成功在主場拿下第一勝。

### 第四戰：10月21日
密蘇里州，聖路易，布希紀念體育場
| 明尼蘇達雙城 | 0 | 0 | 1 | 0 | 1 | 0 | 0 | 0 | 0 | 2 | 7  | 1 |
| 聖路易紅雀 | 0 | 0 | 1 | 6 | 0 | 0 | 0 | 0 | X | 7 | 10 | 1 |
| 勝投： Bob Forsch（1–0） 敗投： Frank Viola（1–1） 救援成功： Ken Dayley（1） 全壘打： 雙城：Greg Gagne（3上,1分） 紅雀：Tom Lawless（4下,3分） |   |   |   |   |   |   |   |   |   |   |    |   |

雙方打線在前兩局都未有建樹，不過Greg Gagne在3局上開轟率先得分，而紅雀很快在下半局靠著安打串聯追平比分。
4局下，這次輪到雙城投手Frank Viola出狀況。Tom Lawless先敲出3分砲，2出局後Jim Lindeman和Willie McGee接連敲安再拿下3分。紅雀最終靠著一波流進攻以7比2追平系列賽。

### 第五戰：10月22日
密蘇里州，聖路易，布希紀念體育場
| 明尼蘇達雙城                                        | 0 | 0 | 0 | 0 | 0 | 0 | 0 | 2 | 0 | 2 | 6  | 1 |
| 聖路易紅雀                                          | 0 | 0 | 0 | 0 | 0 | 3 | 1 | 0 | X | 4 | 10 | 0 |
| 勝投： Danny Cox（1–1） 敗投： 伯特·布萊勒文（1–1） |   |   |   |   |   |   |   |   |   |   |    |   |

雙方在前五局上演投手戰，6局下，Curt Ford在滿壘時敲出安打送回2分，José Oquendo靠著失誤上壘，紅雀再下一城。
7局下，奧齊·史密斯敲出安打添加一分保險分。8局上，Danny Cox被敲出2支安打後退場。雖然Gary Gaetti敲出三壘安打送回2分，Todd Worrell還是順利化解危機。最終紅雀便以4比2贏球，率先取得聽牌優勢。

### 第六戰：10月24日
明尼蘇達州，明尼亞波利斯，胡伯特·哈姆佛里圓頂體育場
| 聖路易紅雀 | 1 | 1 | 0 | 2 | 1 | 0 | 0 | 0 | 0 | 5  | 11 | 2 |
| 明尼蘇達雙城 | 2 | 0 | 0 | 0 | 4 | 4 | 0 | 1 | X | 11 | 15 | 0 |
| 勝投： Dan Schatzeder（1–0） 敗投： John Tudor（1–1） 全壘打： 紅雀：Tom Herr（1上,1分） 雙城：唐·貝勒（5下,2分）、Kent Hrbek（6下,4分） |   |   |   |   |   |   |   |   |   |    |    |   |

Tom Herr在第一局便敲出全壘打先馳得點，不過雙城在下半局敲出3支安打拿下2分逆轉。
到前五局為止，紅雀隊幾乎局局有攻勢。5局上結束，紅雀5比2領先。
5局下，Gary Gaetti敲出安打送回一分，唐·貝勒隨後敲出2分砲追平比數。Steve Lombadozzi在後面也成功擊出安打，幫助雙城逆轉比分。
6局下，只獲得一分領先的雙城隊持續進攻。Kent Hrbek這次直接敲出滿貫砲，再攻下一個四分大局。紅雀隊最後被這8分擊倒，雙城隊成功追平系列賽。

### 第七戰：10月25日
明尼蘇達州，明尼亞波利斯，胡伯特·哈姆佛里圓頂體育場
| 聖路易紅雀                                                                     | 0 | 2 | 0 | 0 | 0 | 0 | 0 | 0 | 0 | 2 | 6  | 1 |
| 明尼蘇達雙城                                                                   | 0 | 1 | 0 | 0 | 1 | 1 | 0 | 1 | X | 4 | 10 | 0 |
| 勝投： Frank Viola（2–1） 敗投： Danny Cox（1–2） 救援成功： Jeff Reardon（1） |   |   |   |   |   |   |   |   |   |   |    |   |

這場比賽一樣由紅雀隊先得分，他們在2局上攻下2分，而雙城在2局下追回1分。
5局下，克爾比·帕基特敲出二壘安打追平比數。6局下，雙城靠著3個保送擠成滿壘，而Greg Gagne也敲出安打送回致勝分。
最終雙城又再追加一分，終場以4比2逆轉獲勝，成功拿下世界大賽冠軍。

## 焦點球員
雙城
- 克爾比·帕基特：世界大賽打擊率3成57，敲出全隊最多的10支安打和3分打點。第七戰敲出追平比數的二壘安打。

- Dan Gladden：世界大賽打擊率2成90，敲出9支安打和全隊最高的7分打點。

- Kent Hrbek：第六戰敲出滿貫砲，世界大賽合計6分打點。

- 伯特·布萊勒文：世界大賽先發2場拿下1勝1敗，13局投球送出12次三振，防禦率2.77。

- Frank Viola：世界大賽先發3場拿下2勝1敗，19.1局投球送出16次三振，防禦率3.72。

紅雀
- Tony Peña：世界大賽打擊率4成09全隊第一，敲出9支安打和4分打點。

- Willie McGee：世界大賽打擊率3成70，敲出全隊最多的10支安打和4分打點。

- Curt Ford：世界大賽打擊率3成08，第五戰敲出勝利打點。

- Vince Coleman：世界大賽上演6次盜壘成功。

- Todd Worrell：世界大賽出賽4場，7局投球僅失1分，防禦率1.29。

## 外部連結
- Almanac網站上關於1987年世界大賽的頁面（页面存档备份，存于）
- MLB官網裡的1987年世界大賽頁面（页面存档备份，存于）
- Reference網站上關於1987年世界大賽的頁面（页面存档备份，存于）
- 1987年世界大賽逐場比賽結果以及每一球詳細紀錄 （页面存档备份，存于）